# تقی‌الدین شامی
تقی الدین محمدبن معروف (۹۳۲-۹۹۳ق/۱۵۲۶-۱۵۸۵م)، قاضی ریاضی‌دان، مهندس و منجم کرد تبار عثمانی است . وی موسس رصدخانه استانبول و طراح ماشین آلات حرارتی و بخار و چند مدل پمپ آب میباشد.
او زیج شاهنشاهی ( کتابی شامل نام و موقعیت ستارگان ) که آخرین بار الغ بیگ نوشته بود را تکمیلتر کرد.
در موقعیت یابی ستارگان کار وی از تیکوبراهه و کوپرنیک دقیق تر بوده است.

## زندگی و تحصیلات
متولد دمشق بر اساس شجره‌نامه‌ای که در پایان کتاب، ریحانة الروح آورده است نسب وی به امیرانی از سلسلۀ ایوبیان می‌رسد.
در ۹۵۳ق/ ۱۵۴۶م همراه با برادر بزرگ‌ترش در استانبول  در ۹۵۹ق در مصر  و طی سالهای ۹۶۶-۹۷۵ق در نابلس بوده و دو اثر خود الکواکب الدریـة و ریحانة الروح را در آن شهـر بـه پایـان بـرده است.
تقی‌الدین در نابلس دارای منصب قضاوت بوده است. از نابلس دوباره به استانبول بازگشته و در ۹۷۹ق/ ۱۵۷۱م به مقام منجم‌باشی سلطان سلیم دوم (حک‍ ۹۷۴-۹۸۲ق/ ۱۵۶۶-۱۵۷۴م) دست یافت.

## رصدخانۀ استانبول
رصدخانۀ استانبول آخرین رصدخانۀ مهم دوران اسلامی محسوب می‌شود چون در ساخت آن از دستاوردهای علمی غربیان یا از همکاری ایشان استفاده نشده است.
پس از به قدرت رسیدن سلطان مراد سوم تقی‌الدین، محمدپاشا (وزیر اعظم) و خواجه سعدالدین (معلم سلطان) را راضی کرد که  زیج شاهنشاهی نیاز به بروز رسانی دارد و رصدهای جدید نیاز است و سلطان دستور ساختن رصدخانه‌ای را تحت نظارت وی صادر کرد .
علاءالدین منصور شیرازی نحوۀ ساخت رصدخانه و ابزارهای نجومی موجود در آن را، در بخشی از منظومۀ شهنشاهی نامۀ خود به زبان فارسی به نظم کشیده است
ساخت رصدخانه در محلی به نام غلاطه سرای فرنگ که همان «میدان تقسیم» امروزی در استانبول است از ۹۸۳ تا ۹۸۵ق به طول انجامید.
تقی‌الدین خود در سدرة منتهی الافکار، آلات نجومی این رصدخانه را وصف نموده است.
بیشتر این آلات (لبنه، حلقۀ اعتدالی، ذات الحلق، ذات الشعبتین و...) ریشۀ یونانی یا اسلامی دارند، اما آلتی به نام «ذات الاوتار» و آلتی دیگر به نام «المشبهة بالمناطق» که برای اندازه‌گیری فاصلۀ زاویه‌ای ستارگان به کار می‌رفته، از ساخته‌های خود تقی‌الدین بوده است.
در این رصدخانه ۱۵ دانشجو زیر نظر تقی‌الدین کار می‌کرده‌اند . اروپاییان به احتمال بسیار از این رصدخانه از راه گزارشهای سیاحانی چون اشتفـان گـرلاخ ــ کـه شخصـاً رصدخـانه را دیده است ــ آگاه شده‌اند.
در رمضان سال ۹۸۵ق ستارۀ دنباله‌دار ۱۵۷۷ در آسمان ظاهر شد و تقی‌الدین آن را دلیل پیروزی سلطان بر شاه اسماعیل دوم صفوی دانست. پیشگویی وی درست از آب درآمد.
بررسیهای انجام شده نشان داده است که رصدخانۀ تیکوبراهه که در اواخر سدۀ ۱۶م در اروپا ساخته شد، از لحاظ ابزارهای نجومی بسیار به رصدخانۀ استانبول شباهت ‌داشته است.

### اهمیت رصدخانه استانبول
رصدخانه تقی الدین آخرین رصدخانه اسلامی بود و تخریب آن نقطه عطفی در افول تمدن اسلامی شمرده میشود. درست در همین زمان خیزش علمی غرب با ساخت اولین رصدخانه توسط تیکوبراهه آغاز میشود.

## تحقیقات نجومی
تقی‌الدین از جملۀ کسانی است که در تنظیم جداول نجومی و مثلثاتی از کسرهای ده‌گانی استفاده کرده است. پیش از او اقلیدس و غیاث‌الدین جمشید کاشانی از کسرهای ده‌گانی استفاده کرده بودند، ولی استفاده از این کسرها در نجوم پیش از تقی‌الدین معمول نبود .
وی همچنین برای اندازه‌گیری برخی از ثابتهای نجومی، از جمله خروج از مرکز مدار خورشید و مقدار حرکت سالانۀ اوج آن از روش جدیدی استفاده کرد. اندازه‌گیریهای تیکوبراهه و کوپرنیک نیز به همین روش انجام شده است

## ابزارآلات مکانیکی
در بخشهای ذیل از کتاب الجامع بین العلم و العمل دربارۀ ساخت دستگاههایی توضیح میدهد:
1. ساعتهای آبی (البنکامات)
2. ابزارهایی که با آنها می‌توان وزنه‌های سنگین را بلند کرد.
3. ابزارهای آبکشی (پمپ آب)
4. فواره‌های دائمی
5. دستگاههای مختلف دیگر
6. جوجه گردان با نیروی هوای داغ:

در این دستگاه، گرمایی که از آتش برمی‌خیزد، توربین پره‌داری را حول یک محور قائم می‌چرخاند و حرکت این توربین از راه مجموعه‌ای از چرخ‌دنده‌ها به جوجه گردان بالای آتش منتقل می‌شود و آن را حول یک محور افقی به چرخش درمی‌آورد.
دو دستگاه دیگر در این بخش «جام عدل» و «جام جور» هستند

## اختراع ماشین بخار
وی از دستگاه دیگری یاد می‌کند که در زمان او رایج بوده، و در آن جوجه گردان با نیروی بخار به چرخش درمی‌آمده است .
اشاره او به استفاده از نیروی بخار برای ایجاد حرکت بر جیووانی برانکا (۱۶۲۹م) و جان ویلکینز (۱۶۴۸م) پیشی دارد و ثابت میکند در دنیای اسلام ماشینهای بخار خیلی قبل از اروپا رایج بوده اند.

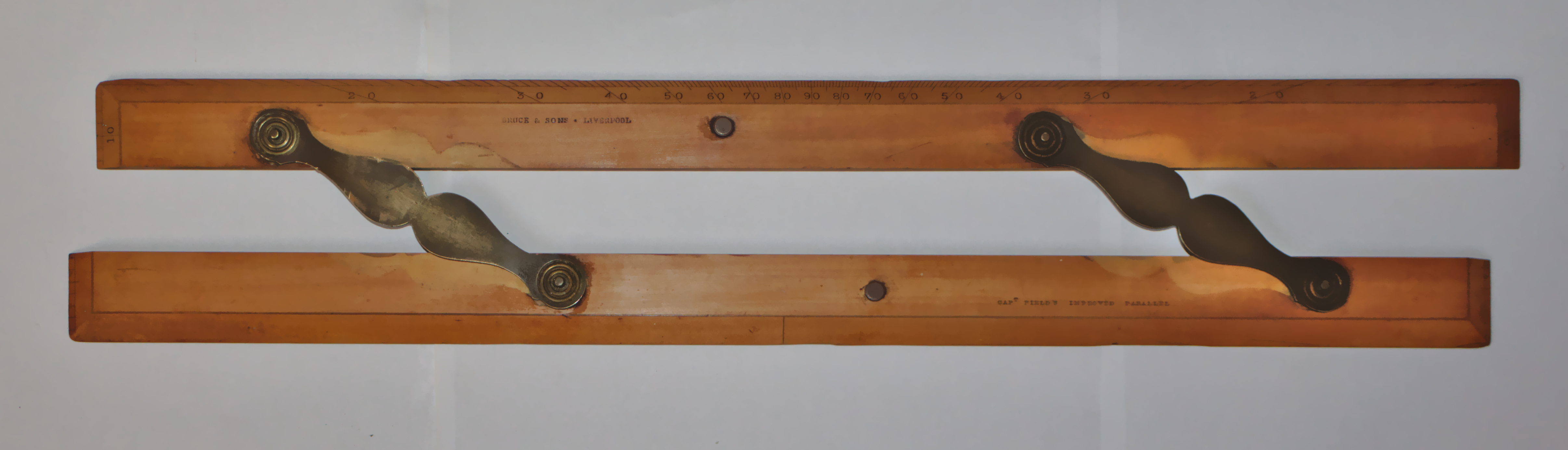
خط کش موازی یکی از ابداعات تقی الدین

## تخریب رصدخانه و مرگ
طرفداران وی برای تاسیس رصدخانه محمدپاشا (وزیر اعظم) و خواجه سعدالدین بودند که شیخ الاسلام قاضی زاده با آنها دشمنی داشت. بدین ترتیب شروع به دسیسه چینی برای تخریب رصدخانه کرد. سلطان به رصدخانه بدبین شد و دستور تخریب آن را در ۹۸۷ق صادر کرد. تقی‌الدین عزلت گردید و ۶ سال بعد در استانبول درگذشت.

## آثار

### در نجوم
1. جریدة الدر و خریدة الفکر،
2. سدرة‌منتهی‌الافکار فی ملکوت الفلک الدوار یا زیج شهنشاهی، حاوی مجموعۀ رصدهایی است که وی در رصدخانۀ استانبول انجام داده است.
3. الدر (العقد) النظیم فی تسهیل التقویم، که در آن زیج الغ‌بیگ را خلاصه کرده است
4. الابیات التسع فی استخراج التواریخ المشهورة و شرحها،
5. الثمار الیانعة من قطوف الآلة الجامعة، در شرح رسالۀ اشعة اللامعة فی العمل بالآلة الجامعة از ابن شاطر
6. شرح استخراج انصاف اقطار المدارات المتوازیة، در محاسبۀ شعاع تصویر دایره‌های ارتفاع بر صفحۀ اسطرلاب. نسخه‌ای از آن به خط خود مؤلف در کتابخانۀ مجلس شورای اسلامی موجود است
7. رسالة فی العمل بالربع الشکازی
8. رسالة فی العمل بالربع الدستور

### ریاضیات
۱. بغیة الطلاب فی علم الحساب، که شامل ۳ رساله است و در آن به حساب هندی، حساب نجومی و استخراج مجهولات پرداخته است
۲. تحریر الاکرِ ثاوذوسیوس یونانی از این کتاب تاکنون نسخه‌ای یافت نشده است؛ ۳
. کتاب النسب المتشاکلة فی الجبر و المقابلة
۴. شرح رسالة التجنیس نوشتۀ سجاوندی در حساب
۵. رسالة فی عمل المیزان الطبیعی، «میزان (ترازوی) طبیعی» وسیله‌ای بوده است برای تعیین مقدار عناصر یک آلیاژ بدون ایجاد تغییر در شکل آن.
۶. تسطیح الاکر،
۷. رسالة فی تحقیق ما قاله العلامة غیاث‌الدین جمشید فی بیان النسبة بین المحیط و القطر

### نورشناسی
. کتاب نور حدقة الابصار و نور حدیقة الانظار، در شرح و بررسی کتاب تنقیح المناظر کمال‌الدین فارسی
بازداری
. مصابیح المزهرة فی علم البزدرة، که در آن افزون بر نحوۀ شکار با پرندگان شکاری (بازداری)، به روش شکار با سگ و پلنگ نیز پرداخته است.
پزشکی
. ترجمان الاطباء و لسان الالباء، که در آن به خواص درمانی گیاهان دارویی اشاره کرده است. نسخه‌ای از این اثر در برلین (شم‍ ۶۴۳۱) موجود است (ششن، فهرس...، ۱۵۳؛ آلوارت، V/ ۶۳۲).

### شعر
تقی‌الدین شعر نیز می‌سرود و خفاجی شعر او را متوسط دانسته، و نمونه‌ای از آن را نقل کرده است